# Visuć
Visuć je selo udaljeno 7 km od Udbine, blizu Plitvičkih jezera i Zadra. Nalazi se na cca. 970 metara nadmorske visine, gdje se miješa više različitih klima. U selu se nalazi malo stanovnika, te su uglavnom starija populacija. Kraj obiluje gustim šumama hrasta, bukve i graba kao i nasadima lješnjaka. Selo je pogodno za uzgajanje malina, kupina, kupusa, mrkve, šljive, oraha i krumpira, a od stoke uzgajaju se koze, goveda i ovce.

## Stanovništvo
- 2001. – 51
- 1991. – 374 (Srbi – 365, Jugoslaveni – 7, Hrvati – 1, ostali – 1)
- 1981. – 450 (Srbi – 423, Jugoslaveni – 23, ostali – 4)
- 1971. – 708 (Srbi – 686, Jugoslaveni – 15, Hrvati – 4, ostali – 3)